# Veronika Kummerfeldt
Veronika „Vera“ Kummerfeldt, geborene Veronika Mitgude (* 11. April 1935 in Breslau), ist eine ehemalige deutsche Leichtathletin, die für die Bundesrepublik Deutschland startend in den Jahren um 1960 als 800-Meter-Läuferin in Erscheinung trat.
Veronika Kummerfeldt startete für den TuS Empelde. Sie gewann über ihre Spezialstrecke drei deutsche Meistertitel (1959, 1960 und 1962). Im Jahr 1960 nahm sie zusammen mit Ursula Donath und Antje Gleichfeld an den Olympischen Spielen in Rom teil. Alle drei Athletinnen erreichten den Endlauf. Kummerfeldt kam in persönlicher Bestzeit von 2:05,9 min (inoffizielle automatische Zeitmessung: 2:06,07 min) hinter Ursula Donath und vor Antje Gleichfeld auf Platz vier. Mit dieser Zeit nahm sie im Jahr 1960 in der Weltbestenliste über 800 Meter Platz fünf ein.
Im Jahr 1962 wurde Kummerfeldt hinter Helga Henning Deutsche Vizemeisterin über 400 Meter und nahm über diese Strecke an den Europameisterschaften in Belgrad teil, musste dort jedoch als Fünfte des Zwischenlaufs in 55,6 s die Konkurrenz beenden.
Einen weiteren deutschen Vizemeistertitel errang sie 1960 im Crosslauf.